# Mikael Kubista
Mikael Kubista, född 13 augusti 1961 i Podbořany i Tjeckoslovakien, är en svensk kemist och entreprenör verksam inom molekylär diagnostik. Sedan 2007 är han professor i kemi och chef för avdelningen för genexpression vid Institutet för Bioteknik, Tjeckiska Vetenskapsakademin  i Vestec nära Prag. 
Kubista är en av pionjärerna inom kvantitativ realtids-PCR (qPCR).
Kubista var medlem i den forskargruppen vid Astra Hässle, som utvecklade K+/H+-ATPas-hämmaren Omeprazol. Läkemedlet marknadsförs idag under handelsnamnen Losec och Nexium, och föreskrivs för behandling av magsår.
Kubista är styrelseordförande i MultiD Analyses AB och grundare av TATAA Biocenter.

## Uppväxt
Mikael Kubista föddes 1961 i det forna Tjeckoslovakien. Hans far Josef Kubista var barnläkare, som belönades med ett stipendium för att arbeta i Sverige. 1968 åkte familjen till Sverige för att hälsa på. Samma vår invaderade Ryssland Tjeckoslovakien och som följd därav beslutade familjen att stanna kvar och gjorde Sverige till sitt nya hem. Josef Kubista, som var flerfaldig svensk tjeckisk och svensk mästare i bridge, lärde Mikael Kubista spela som åttaåring. 1984 och 1986 vann Mikael Kubista tillsammans med Nils Åhlen, Stefan Rebner respektive Stefan Andreasson och Niklas Karlsson svenska juniormästerskapen.

## Utbildning
Kubista läste kemistlinjen vid Göteborgs universitet och tog kandidatexamen 1984. 1986 tog han licentiatexamen i fysikalisk kemi vid Chalmers tekniska högskola i Göteborg. Han avlade doktorsexamen i kemi vid Chalmers tekniska högskola 1989. Efter doktorandstudier studerade han som postdoktor vid La Trobe Universitetet i Melbourne i Australien och sedan vid Yale Universitetet i New Haven i USA. Kubista har även varit gästprofessor vid University of Maryland i College Park, USA, och University of A Coruña i Spanien.

## Karriär

### Akademisk karriär
Kubista började sin akademiska karriär 1991 som biträdande professor vid institutionen för fysikalisk kemi vid Chalmers tekniska högskola. Från 1993 arbetade han som docent vid institutionen för biokemi och 1997 blev han professor.
Sedan 2007 är Kubista chef för institutionen för genexpression vid Institutet för bioteknik, BIOCEV, Tjeckiska vetenskapsakademin i Vestec vid Prag.
Kubista är en högt citerad forskare inom sitt område.

### Entreprenörsverksamhet

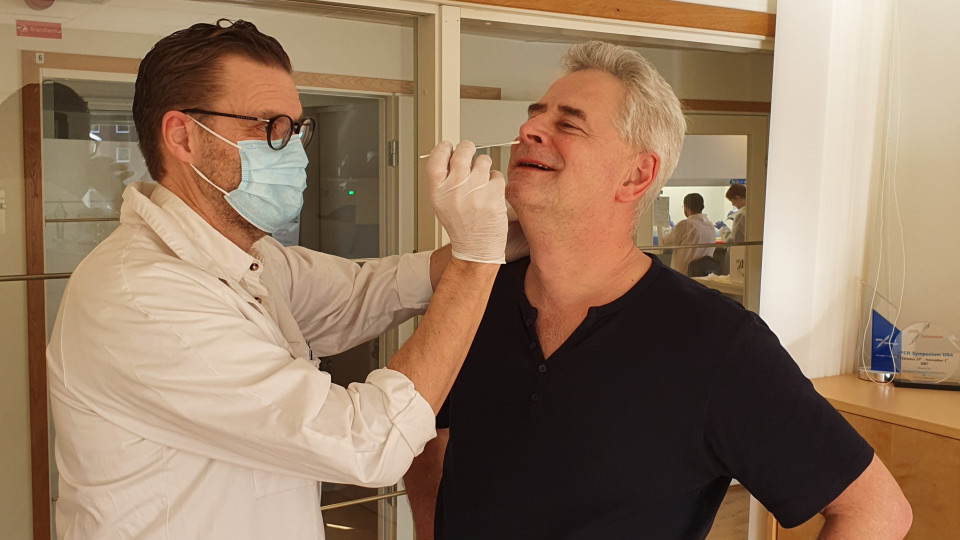
TATAA Biocenter börjar ge de första COVID-testerna

1998 grundade Kubista LightUp Technologies AB kring lightUp-sonden hans forskargrupp utvecklat.  LightUp Technologies blev ett av Europas första företag som utvecklade realtids-PCR (qPCR)-tester för infektionssjukdomar. Tre år senare ledde Kubistas forskning till etableringen av MultiD Analysis AB, som utvecklar GenEx-mjukvara för genuttrycksdataanalys samt laboratoriet TATAA Biocenter. TATAA Biocenter blev känt för sina utbildningar inom molekylära analyser globalt och för tillhandahållande av avancerade qPCR-tjänster. TATAA Biocenter var det första laboratoriet i Europa som erhöll flexibel ISO 17025-ackreditering och var också det första laboratoriet att tillhandahålla covid-analyser i början av pandemin. Under Kubistas ledning utvecklades TATAA Biocenter till ett av Sveriges snabbast växande teknikföretag. 
2021 accepterade TATAA Biocenter finansiering från Care Equity, som kontrolleras av investeraren Peter Batesko, efter rekommendation av en högt uppsatt chef vid läkemedelsföretaget Johnson & Johnson. Efter genomförd investering vägrade Peter Batesko att registrera Kubista och hans medgrundare som aktieägare, Batesko hävdade sin rätt att överta grundarnas ägare på grund av en felaktig fusion, som genomförts på inrådan av advokatbyråerna Glimstedt och Norma.
2014 introducerade Kubista icke-invasiv prenatal testning (NIPT)  i Sverige och grundade Life Genomics AB. 2020 grundade Kubista SimSen Diagnostics med professorerna Tony Godfrey och Anders Ståhlberg, kring ultrakänslig teknologi att följa behandling av cancerpatienter med analys av cellfritt cirkulerande tumörDNA  i vätskebiopsier.2024 grundade Kubista Runa Diagnostics tillsammans med professorerna Erik Lekholm och Anders Ståhlberg kring en ny markör för hudcancer. 2025 tillsammans med kollegor från Tataa Biocenter grundade Kubista Precision BioAnalytics. 

### Förlorar TATAA Biocenter
2021 uppvaktades Kubista och hans medgrundare av TATAA Biocenter av det amerikanska investmentbolaget Care Equity, som kontrolleras av investeraren Peter Batesko och förvaltar medel från MIT, Duke University och Bayshore Global Managment. Care Equity erbjöd finansiering för att positionera TATAA som ledande leverantör av GLP/GCP-reglerade  molekylära analyser för läkemedelsindustrin, med fokus på cell- och genterapier.
För att underlätta denna investering bildades ett nytt holdingbolag, Bioholdings LP, av Care Equity för att förvärva TATAA. Kubista och övriga grundare erhöll aktier i Bioholdings LP genom holdingbolaget TATAA HoldCo. På grund av advokatmisstag blev grundarna tvungna att skaffa ytterligare ett holdingbolag, TATAA TopCo, då TATA HoldCo inte uppfyllde bolagsverkets krav. Ett år senare genfördes en fusion av holdingbolagen, varvid dotterbolaget TATAA HoldCo upptogs av modern TATAA TopCo efter inrådan av Norma Advokater. Denna uppströmsfusion bröt oavsiktligt mot en klausul i avtalet med Care Equity som förbjöd aktieöverlåtelser utan skriftligt medgivande. Norma Advokater informerade Care Equitys advokat Jan Byström vid Advokatfirman Lindahl om den stundande uppströmsfusionen. Advokatfirman Lindahl hade inga invändningar. Omedveten om denna begränsning fortsatte Kubista med fusionen, vilket ledde till att Care Equity avskedade honom som VD för TATAA i juni 2023 och beslagtog grundarnas ägarandelar i Bioholdings och därmed i TATAA Biocenter.
Grundarnas kvarvarande, numera tomma holdingbolag TATAA TopCo, har stämt sina tidigare juridiska rådgivare Norma Advokater för vårdslös rådgivning i Göteborgs tingsrätt.
Efter att Care Equity förverkat grundarnas aktier, stämde Peter Batesko själv och bolag han kontrollerar Kubista, grundarnas holdingbolag och deras advokat, i flera jurisdiktioner och hotade deras medarbetare och rådgivare.Grundarnas nye advokat Per Karlsson hävdar att detta är rättegångsmissbruk, s.k. SLAPP för att hindra grundarna från att försöka kräva tillbaka det som fråntagits dom. För att förebygga att andra entreprenörer råkar lika illa ut, har Advokat Per Karlsson och Mikael Kubista lämnat in ett yttrande till Justitiedepartementets promemoria hur SLAPP ska behandlas i svensk rätt.

### Precision BioAnalytics
Tillsammans med Jens Björkman, Robert Sjöback och Fredrik Adlercreutz och med stöd från gamla kollegorna startade Mikael Precision BioAnalytics i GoCo Health Innovation City i Mölndal.

### Rådgivande roller och medlemskap
Kubista innehar flera ledande positioner och rådgivande roller inom bioteknikbranschen. Han engageras bl.a. som rådgivare av: Roche, Thermo Fisher Scientific, Qiagen, Bio-Rad och RealSeq Biosciences. Han är också medlem av Scientific Advisory Council of Genetic Engineering News.
Kubista har också varit involverad i etableringen av modern molekylär diagnostik i utvecklingsländer. Sedan 1999 är han rådgivare till United Nations Educational Scientific and Cultural Organization (UNESCO), och har bidragit till att stödja utvecklingen av sjukvård och diagnostik i bl.a. Libyen, Egypten, Iran, och Grenada.
Kubista är expertrådgivare för Europeiska kommissionens generaldirektorat för forskning och innovation.

## Utvalda upptäckter och publikationer

Tvåsidigt schema

- Karakteriserade färgämnen såsom tryptofan, DAPI, fluorescein tiazolorange och BEBO.[39][3]
- Upptäckte mekanismen för DNA-strängutbyte i homolog rekombination.[37][40]
- Identifierade nukleosompositionerande sekvenser.[37][40]
- Upptäckte mekanismen för onkogenaktivering som bygger på bildandet av interna G-quadruplexes.[37][5][40]
- Uppfann LightUp-proben som fluorescerar vid specifik bindning till nukleinsyra.[41][42]
- Utvecklade teknik för att mäta intracellulära mRNA-gradienter.[37][40]
- Bidrog till Jiri Neuzils upptäckt av horisontell överföring av mitokondrier mellan celler.[37][40]
- Bidrog till Marcela och Milos Peknys forskning, som lett till potentiell ny behandling av stroke[43]
- Upptäckte tillsammans med Radek Sindelka Regeneration Initiating Cells (RICs), som är kritiska för ärrfri sårläkning[44]

## Podcasts
- Mikael Kubista - genforskare (Spännande Möten).[45]
- Mikael Kubista - the pioneering entrepreneur who lost ownership of the company he built (That Human Touch - Health Innovation in (West) Sweden).[46]

## Utmärkelser och erkännande

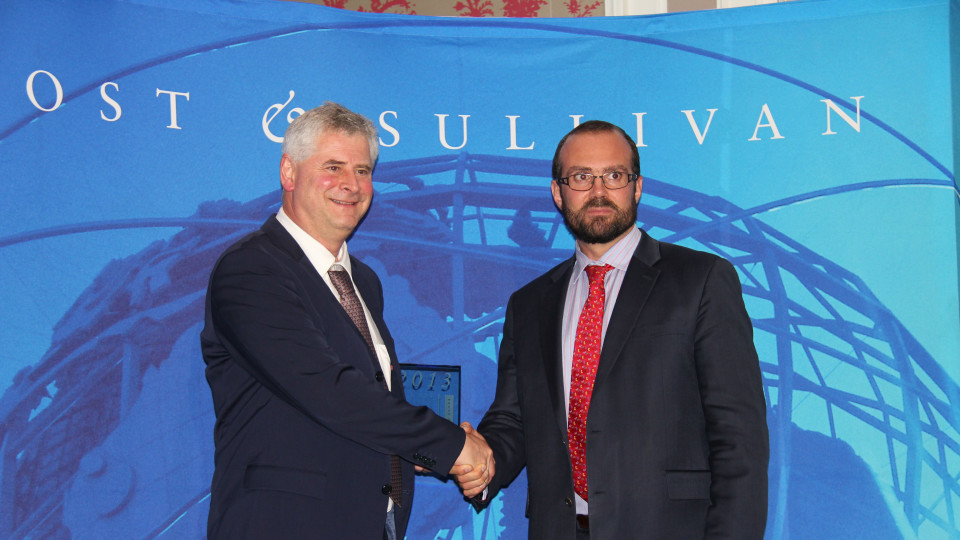
Mikael Kubista får Frost and Sulvian Award

- Enligt 2025 års rankning den 5:e mest influensrike[47] bioteknikforskaren i Europa.
- Enligt 2024 års rankning högst citerade[48] tjeckiske forskaren inom biologi och biokemi.
- Enligt 2024 års rankning en av världens 2% mest citerade forskare.[49]
- 2021 belönad med Standard+Innovation[50] project award av CEN och CENELEC för sitt arbete med standardisering inom SPIDIA/SPIDIA4P.
- Enligt ScholarGPS en av de 50 högt rankade forskarna inom PCR.[43]
- 2021 utsågs TATAA Biocenter under Kubistas ledning av Deloitte till ett av företagen på Sweden Technology Fast 50-listan.[7]
- 2019 utsåg Global Health & Pharma TATAA Biocenter, under Kubistas ledning, till "Bästa nukleinsyraanalystjänstleverantören – Europa."[6][15]
- 2013 belönades TATAA Biocenter, under Kubistas ledning med Frost & Sullivan  Award för Customer Value Leadership för sina enastående tjänster inom analys av genetiskt materia[15][51]
- År 2012, utsågs Kubista till Årets Pionjär i Västsverige[15]
- 1996 vann Kubista Innovation Cup i Västsverige för LightUp-proben[15]